# عين مليلة
عين مليلة مدينة وبلدية جزائرية وتتبع ولاية أم البواقي التي تقع في الجهة الشرقية من البلاد. تبعد مدينة عين مليلة عن قسنطينة حوالي 49 كلم جنوبا، و 69 كلم شمال مدينة باتنة، وهي تبعد عن العاصمة الجزائر ب 450 كلم. يصعب التحدث عن تاريخها لقلة الوثائق وندرة المكتوب عنها، فتاريخها في معظمه نتيجة ذاكرة جماعية قد لا تحقق دقة التاريخ الموثق.

## نظرة تاريخية
معظم ما عرف عن تاريخ المدينة كان تاريخا شفويا منقولا عن شيوخها الذين لم يبق منهم الزمن إلا القليل، ولعل أغلب الروايات وأرجحها تقول:
إن تاريخ مدينة عين مليلة يعود إلى أزمنة قديمة. لم يتوفر مصدر في الوثائق يؤكد هذا، حيث أنها كانت في ما سبق نقطة توقف واستراحة قبائل البدو الرّحل ومكان إقامة الحجاج والتجار المتجهين إلى بلاد الشام وأثناء العودة إلى بلاد المغرب الأقصى.كما كانت تقام بها سوق في فصل الخريف من كل سنة، وهدا بعد أن تجف البحيرات المالحة التي كانت كثيرة في الماضي، والدي يعني الأرض البيضاء المالحة، وكانت هده السوق تقام إلى غاية فترة الاستعمار الفرنسي بمنطقة الصليب جنوب شرق المدينة الحالية ن وهي منطقة معروفة ببياض تربتها وملوحة مياهها.
وقد ورد في كتاب الأستاذ (مبارك الميلي) الجزائر في ضوء التاريخ  ذكر تاريخ المنطقة حول مدينة عين مليلة منذ القدم سواء عن سكان المنطقة وعاداتهم وتقاليدهم وتحدثهم لغة واحدة أو عن تضاريس وجغرافية المنطقة ولكن لم يذكر شيئا عن المدينة، وهذا دليل قاطع على أن سهول مدينة عين مليلة لم تكن آهلة بالسكان بالصورة التي تشكل مدينة وذلك لأسباب عدة أهمها:
1. الغزو المتلاحق لهذه المنطقة من طرف الوندال الرومان....إلخ)
2. عدم إتقان فنون قتال عند سكان المنطقة الضروري للدفاع عن النفس ضد المعتدين.
3. عدم التمكن من تقنية التحصين في السهول كبناء حصون وقلاع.
4. انعدام الصناعات الحربية كالأسلحة التقليدية.
5. الطبيعة المسالمة لسكان المنطقة.

## الفتوحات الإسلامية
لم تصل الفتوحات الإسلامية لهذه المنطقة إلا في فترة متأخرة من زمن الفتح لشمال أفريقيا وذلك لأسباب عدة أهمها:
- لصعوبة التضاريس المحيطة بمنطقة عين مليلة من جبال شاهقة مثل قريون 1729 م (Guerioun) ونيف النسر أو ئخف ؤ قيذر 1640م (pic de l'aigle) كما ورد في مذكات الجيش الفرنسي.ووديان عميقة خاصة في مناطق أولاد قاسم وأولاد بلعقل, اولاد وانداج.
- هذه التضاريس التي لم يعتد عليها الفاتحون كانت عائقا أمامهم وكانت ملاذا للقبائل الرافضة للغزو.
- احتماء سكان المنطقة الأصليون بالجبال.

غير أن أنهم أدركوا بعد فترة أن الفاتحين لا يريدون بهم شرا فبادروا إلى الترحاب بالفاتحين الجدد واعتناق الدين الجديد وأصبح كل سكان هذه المنطقة على دين الإسلام. كما كان لبعض الزوايا في المنطقة الدور الكبير في الحفاظ على الدين الإسلامي واللغة العربية إلى جانب دور جمعية العلماء المسلمين تحت إشراف الشيخ محمد العيد ال خليفة الذي أنشأ ودرس بمدرسة العرفان العريقة.

## العثمانيون
إبان الحكم العثماني للجزائر لم تكن مدينة عين مليلة موجودة بعد، غير انه بدأت تظهر تجمعات سكنية شبه حضرية حول هذا السهل الشاسع عين مليلة مثل القصر وسيقوس هنشيرتومغني التي كان بهما مكتبان للحاكم العثماني لتسيير شؤون المنطقة عن طريق قبائل الزمول النازحة إلى المنطقة من الجنوب الجزائري..
وبدأت تبرز في الأفق بوادر ظهور تجمع سكاني مؤقت حيث يظهر فيندثر وذلك جراء ما كان يعرف برحلتي الشتاء والصيف عند البدو الرحل حيث كانوا يقيمون لأيام في هذا السهل طلبا للراحة والكلاء والماء... ثم يواصلون الرحلة إما شمالا في الشتاء أو جنوبا في طريق عودتهم في فصل الصيف.
ولا يخفى أن خيام البدو لا تضرب إلا حول عيون الماء وهذا دليل على تواجد عين ماء عذب لا تزال إلى يومنا هذا، وتوجد بالقرب من الجدار الجنوبي لحديقة عين مليلة وسط المدينة مقابل باب دار البلدية الشمالي. وهذا سبب تسمية المدينة بعين مليلة

## مواقع خارجية
منتديات عين مليلة التعليمية